# Acheron River (Rakaia River)
Der Acheron River ist ein Fluss in der Region Canterbury auf der Südinsel von Neuseeland.

## Geographie
Der Fluss entsteht durch den südlichen Abfluss des Lake Lyndon und fließt in Schleifen in südsüdwestlicher Richtung. Nach rund 18 km Flussverlauf mündet der Acheron River als linker Nebenfluss in den Rakaia River.

## Geschichte
Am Fluss wurden kleinere Kohlevorkommen gefunden. In den 1870er Jahren gab es einen Vorschlag, um Zugang zu den Kohlevorkommen zu erhalten die Whitecliffs-Nebenbahn durch den Rakaia Gorge zum Acheron River zu verlängern. 1880 befürwortete eine königliche Kommission die Erweiterung, sie wurde jedoch nie realisiert.